# Twoje INFO
Twoje INFO to interaktywne pasmo informacyjne emitowane w TVP Info od 2 września 2013 do końca września 2014, którego prowadzącym był Piotr Maślak. W ramach programu widzowie mogli kontaktować się z redakcją programu i prowadzącym poprzez telefon, MMS, Skype, profil na Facebooku i Twitterze.
Do końca listopada 2013 pasmo składało się z trzech części:
- od 2 do 5 września: I 17:15 - 17:35, II 18:00 - 18:20, III 18:40 - 18:55.
- od 6 września do 29 listopada: I 17:15 - 17:50, II 18:00 - 18:20, III 18:35 - 18:45.

Od grudnia 2013 do marca 2014 pasmo składało się z dwóch części:
- od 2 do 31 grudnia: I 17:15 - 17:55, II 17:55 - 18:35.
- od 2 stycznia do 28 lutego: I 17:15 - 17:55, II 17:55 - 18:25
- od 3 do 31 marca: I 17:30 - 17:55 (z powodu wprowadzenia do ramówki "Teleexpressu Extra"), II 17:55 - 18:25.

Od kwietnia 2014 pasmo składało się z jednej części:
- od 1 do 30 kwietnia: 22:45 - 23:15 (emisja od poniedziałku do środy i od piątku do niedzieli)
- 1 maja 2014 godzina emisji programu została ponownie zmieniona - od 18:00 do 18:25 (ponownie od poniedziałku do piątku).

## Twoje INFO Serwis
Z dniem 2 października 2014 zmieniono nazwę programu na Twoje INFO Serwis. Odtąd formuła programu przypominała zwykły serwis informacyjny i została pozbawiona elementów interaktywnych. Program emitowano codziennie o 18:00 z tłumaczeniem na język migowy w dni robocze. Program prowadzili pozostali prezenterzy Serwisu Info. Ostatnie wydanie programu wyemitowano 31 sierpnia 2016.